# Sarcogyne reebiae
Sarcogyne reebiae är en lavart som beskrevs av K. Knudsen. Sarcogyne reebiae ingår i släktet Sarcogyne och familjen Acarosporaceae.   Inga underarter finns listade i Catalogue of Life.